# 302 î.Hr.

## Nașteri
- dată necunoscută: Herostrat  (d. 356 î.Hr.)

## Decese
- dată necunoscută: Callippus din Siracuza  (n. ?)